# Andrés Roa
Andrés Felipe Roa Estrada (ur. 25 maja 1993 w Sabanalardze) – kolumbijski piłkarz występujący na pozycji pomocnika w kolumbijskim klubie Deportivo Cali oraz w reprezentacji Kolumbii. W swojej karierze grał także w takich zespołach jak Uniautónoma oraz Unión Magdalena. Znalazł się w kadrze na Copa América 2016.